# Франкенштейн-90
«Франкенштейн-90» (фр. Frankenstein-90) — кинофильм 1984 года, вольная экранизация романа Мэри Шелли «Франкенштейн, или Современный Прометей» 1818 года.

## Сюжет
Учёный Виктор Лафари создал искусственного человека с микрочипом вместо мозгов и даёт ему имя Фрэнк. Однако Фрэнк начинает совершать убийства и, кроме того, влюбляется в невесту учёного. Тогда Виктор Лафари создаёт ему подружку, в которую влюбляется сам.

## В ролях
| Актёр        | Роль                              |
| ------------ | --------------------------------- |
| Эдди Митчелл | Фрэнк                             |
| Эрма Во      | Аделаида                          |
| Жан Рошфор   | Виктор Лафарж/Виктор Франкенштейн |
| Фиона Желен  | Элизабет                          |
| Жед Марлон   | инспектор                         |
| Серж Маркан  | комиссионер                       |
| Анна Гейлор  | Корона                            |

## Награды и номинации
| Награды и номинации | Награды и номинации | Награды и номинации | Награды и номинации     | Награды и номинации |
| Год                 | Фестиваль           | Категория           | Номинирован(а)          | Итог                |
| ------------------- | ------------------- | ------------------- | ----------------------- | ------------------- |
| 1985                | Fantasporto         | Лучший актёр        | Эдди Митчелл            | Победа              |
| 1985                | Fantasporto         | Лучший сценарий     | Поль Жегофф Ален Жессюа | Победа              |
| 1985                | Fantasporto         | Лучший фильм        | Ален Жессюа             | Номинация           |